# تايم ريسدنز
تايم ريسدنز مكون من 30 طابقًا و 170 م (560 قدم) هو مشروع ناطحة سحاب مقترح للبناء في دبي، الإمارات العربية المتحدة. كان من المخطط الانتهاء من المشروع الذي تبلغ تكلفته 400 مليون درهم إماراتي، 200 وحدة في عام 2012 ولكن تم تأجيله لاحقًا بسبب الأزمات المالية.
كان من الممكن أن يكون تايم ريسدنز أول ناطحة سحاب في العالم تدور 360 درجة بالكامل، مدعومة بمحطة طاقة شمسية في قاعدة البرج. سيكمل الهيكل الذي يبلغ وزنه 80 ألف طن دورة كاملة واحدة من خلال 360 درجة على مدى أسبوع واحد والتي كانت ستبلغ 52 درجة في يوم واحد. ستسمح أحدث المحامل الموجودة في الجزء السفلي من الهيكل للبرج بالتحرك بسرعة خطية تبلغ 5 مـم (0.20 بوصة) في الثانية باستخدام أقل قدر ممكن من الطاقة الشمسية. كان من المفترض أن يحتوي المبنى على علامات الساعة 12 على الهيكل، مما يسمح لناطحات السحاب بأن تصبح ساعة تعمل بكامل طاقتها. وقد أدى ذلك إلى القول بأن ناطحة السحاب هذه ستكون أكبر أداة في العالم. ستكون ناطحة السحاب عبارة عن مبنى "أخضر"، حيث سيستخدم المبنى المياه المعاد تدويرها لري حدائقه والطاقة الشمسية للدوران.

## أنظر أيضا
- قائمة المباني الشاهقة في دبي
- برج دافنشي